# 雅赛尼
雅赛尼（羅馬化：Yarsan），也称为艾赫勒·哈格（ Ehl ê Ḧeq），是一种传承性的综合宗教，由苏丹·萨哈克于14世纪晚期在伊朗西部创立。该宗教教义中既有伊斯兰教什叶派信仰成份，也受摩尼教、琐罗亚斯德教的影响。伊拉克的一些雅赛尼人被稱為卡卡伊（Kaka'i）。有些人輕蔑地稱他們為“阿里的崇拜者”（Ali Allahi，旧译“阿里伊拉希”），但雅赛尼人否認這些標籤。而“艾赫勒·哈格”的名称约出现于15世纪，为黑羊王朝的突厥部落民首次使用。

## 教义
從雅赛尼的觀點來看，宇宙由兩個截然不同但又相互關聯的世界組成：內在世界（bātinī）和外在世界（zāhirī），每個世界都有自己的秩序和規則。人類雖然只體認到外在世界，但人的生活卻是按照內在世界的規則來支配的。
雅赛尼人相信神聖本質有連續的化身，稱為“mazhariyyat”。他們相信天神在世界的每個時代以天使或人類的形式顯現出一種主要的和七種次要的表現形式，被稱為“Heft tan”，意思是“七人”。他们相信在太初之前，天神隐藏于一颗珍珠里，经过7次化身，显现为创世神哈万达加、阿里等7代天神；天神的每次显现皆为世人带来宗教知识，依次为伊斯兰教法、苏菲修持方法、神智知识、真理知识等，伴之以四五位天使，自天神的神质中流溢而出。
该宗教奉行神秘主义，他們的核心宗教書籍為寫於15世紀的《Kalâm-e Saranjâm》，以蘇丹·薩哈克的教義為基礎。其宗教组织较为松散，分为许多社团，据说有12个谱系和诸多分支。

## 信徒

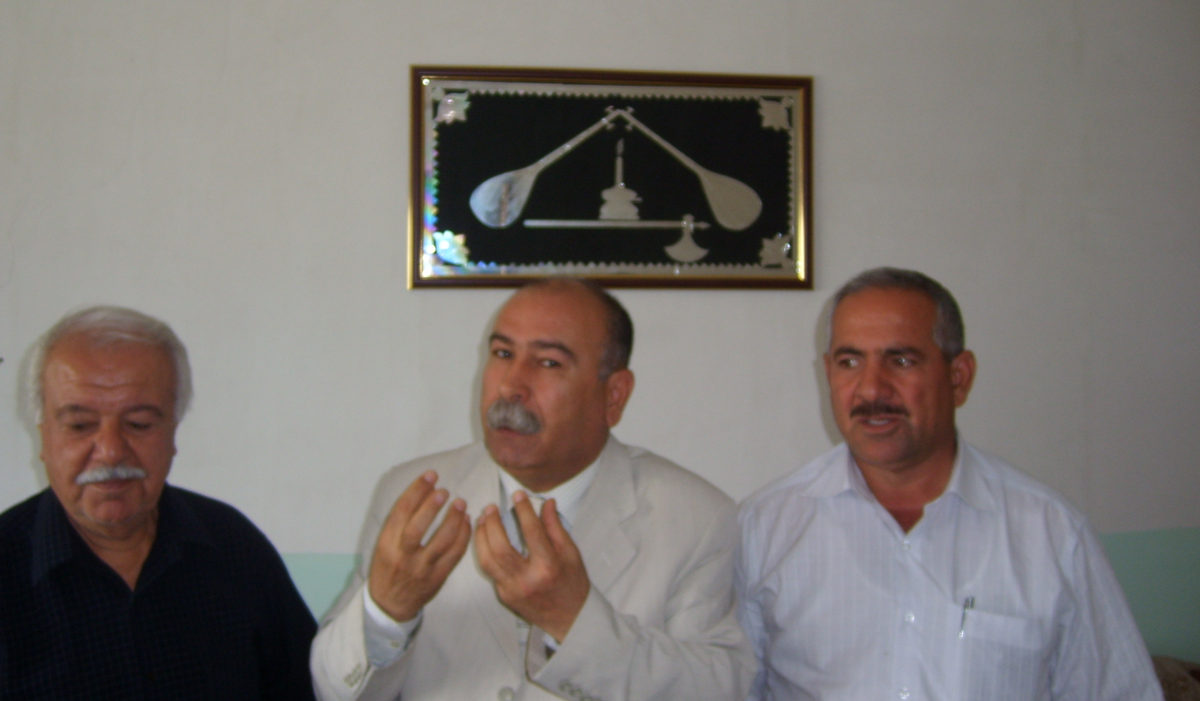
來自伊拉克庫德斯坦蘇萊曼尼亞的雅赛尼人。牆上的圖畫是庫爾德樂器“坦布爾”（tanbur），這是雅賽尼人的宗教象徵。

据估计該教在伊朗的信徒人数在五十万至一百万之间，而在伊拉克的人数未知。該宗教追随者主要是来自古兰、桑贾比、卡尔霍尔、赞加纳和贾拉尔万德部落的库尔德人。伊朗还存在講突厥語的雅赛尼信仰飞地。由於伊朗伊斯蘭制度的壓力，許多雅賽尼人隱藏自己的宗教信仰，而且沒有確切的人口統計。

### 书目
- Hamzeh'ee, M. Reza. . Berlin: K. Schwarz. 1990  [2023-07-11]. ISBN 3-922968-83-X. OCLC 23438701. （原始内容存档于2023-10-13）.